# Гренадерский полк (Индия)
Гренадерский полк Индии или просто Гренадеры (англ. The Grenadiers, хинди ग्रेनेडियर्स) — пехотный полк сухопутных войск Индии, ранее входивший в Бомбейскую армию и числившийся в составе Британской индийской армии как 4-й бомбейский гренадерский полк (англ. 4th Bombay Grenadiers). Участвовал в двух мировых войнах и войнах за независимость и суверенитет Индии. Личный состав полка отмечен рядом боевых наград: трое солдат награждены орденом Парам Вир Чакра (в трёх разных вооружённых конфликтах).

## История

### Ранняя
Гренадерские части являются старейшими не только в вооружённых силах Индии, но и старейшими в вооружённых силах всех стран-членов Британского Содружества. Корни Гренадерского полка Индии уходят в войска Бомбейского президентства: самое раннее упоминание гренадерских рот восходит к 1684 году, когда небольшой британской отряд захватил Бомбей. В состав британского отряда входили три роты европейцев и местных индийцев-христиан, одна из рот была гренадерской. В 1710 году в Бомбейской армии было пять рот европейцев, местных индийских христиан и «кафиров»: первая европейская рота была гренадерской. Позже из этой роты был сформирован Бомбейский европейский полк (англ. Bombay European Regiment), в дальнейшем расформированный. В 1757 году Роберт Клайв возглавил 1-й местный бенгальский пехотный полк, в составе которого было две роты гренадеров, однако гренадерские полки не образовывались в Бенгальской армии (только в 1779 году появился батальон гренадеров).
В 1759 году в ответ на появление французских частей в Южной Индии была сформирована первая сипайская рота гренадеров: в неё набрали лучших бойцов Бомбея, обращая внимание на тех, у кого были семьи на острове[каком?]. Офицерами данной роты были местные уроженцы, все бойцы носили красную форму с синей отделкой. Позже в корпус был назначен адъютант, а число сипайских батальонов стало расти: в каждом батальоне были одна или две роты гренадеров. В дальнейшем гренадерские роты стали объединяться в батальон, и в 1778 году сводный гренадерский батальон предрешил исход битвы при Талегаоне. Бомбейское президентство 12 марта 1779 года издало распоряжение об образовании гренадерского батальона, причём в Великобритании Гренадерский гвардейский полк в названии обрёл слово «гренадерской» только в 1815 году (спустя 36 лет после Индии).
Генерал-губернатор Бомбея приказом от 12 ноября 1779 года постановил образовать Гренадерский батальон 1-го пехотного полка (англ. The Grenadier Battalion, First Regiment of Infantry), в состав которого должны были войти гренадерские роты сипайских батальонов с 1-го по 6-й, а также две роты гренадеров батальона морской пехоты.

### 4-й бомбейский гренадерский полк
4-й бомбейский гренадерский полк (англ. 4th Bombay Grenadiers) был образован 1 марта 1922 года в составе Британской индийской армии в рамках военных реформ, начавшихся после Первой мировой войны. 15 лет полк служил в Британском Сомалиленде, на территории Китайской Республики и Северо-западной Пограничной провинции. 3-й, 4-й и 5-й батальон были расформированы, а 10-й батальон объединился с 10-м батальоном Джатского полка: на их основе был сформирован учебный центр в Барели. Во время Второй мировой войны полк участвовал в боевых действиях, относясь формально к гренадерским частям. В его составе действовали за всю историю:
- 1-й батальон (бывший 101-й гренадерский полк[англ.])
- 2-й батальон (бывший 102-й личный гренадерский полк короля Эдуарда[англ.])
- 3-й батальон (бывший 108-й гренадерский полк[англ.])
- 4-й батальон (бывший 109-й гренадерский полк[англ.])
- 5-й батальон (бывший 112-й гренадерский полк[англ.])
- 10-й учебный батальон (бывший 113-й гренадерский полк[англ.])

#### Вторая мировая война

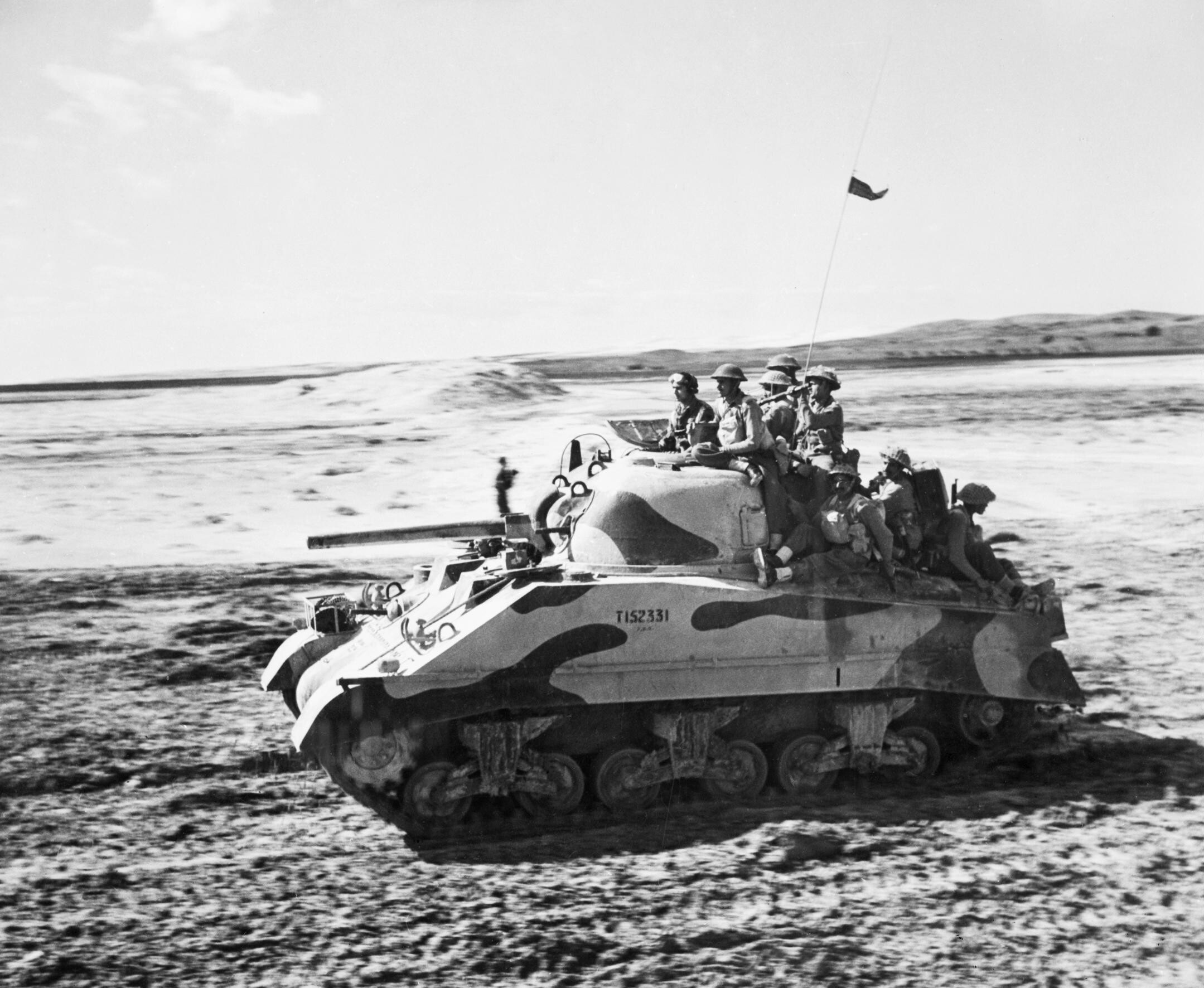
Бойцы Гренадерского полка Индии на борту M4A2 Sherman III на Ближнем Востоке, март 1944 года

В составе полка на момент начала Второй мировой войны были только 1-й и 2-й батальоны, однако в связи с началом войны были мобилизованы в дальнейшем 3-й, 4-й, 5-й, 6-й, 14-й, 25-й, 26-й и 27-й батальоны. 10-й учебный батальон также был выведен из состава Джатского полка. Часть батальонов несли службу в гарнизонах или в тылу, другие же непосредственно сражались на передовой на Ближнем Востоке и в Индокитае (в частности, Араканская кампания и Кохимская битва). 4-й батальон гренадерского полка был распределён по индийским бронетанковыми частям: гренадеры сопровождали танки, осуществляя их прикрытие в джунглях и борясь против японских снайперов. В частности, такую помощь оказывали:
- 1/4-й батальон (252-я бронетанковая бригада[англ.], 31-я бронетанковая дивизия)
- 2/4-й батальон (50-я танковая бригада[англ.])
- 3/4-й батальон (254-я танковая бригада[англ.])
- 4/4-й батальон (255-я танковая бригада[англ.])

## Батальоны полка
Построение в Центре гренадерского полка в Джабалпуре, сентябрь 2021
В настоящее время в составе Гренадерского полка Сухопутных войск Индии входят
- 2-й батальон (от 102-го личного батальона короля Эдуарда) — «Непревзойдённый» (англ. Second to none)
- 3-й батальон (от 108-го пехотного батальона), взвод Парам Вир Чакра
- 4-й батальон (от 109-го пехотного батальона), взвод Парам Вир Чакра — «Сражающийся четвёртый» (англ. The Fighting Fourth)
- 5-й батальон — «Великолепнейший пятый» (англ. Finest Fifth)
- 6-й батальон — «Энергичный шестой» (англ. Joshila Sixth)
- 8-й батальон — «Чакра» (англ. Chakra Battalion)
- 9-й батальон (Мевар, бывшая часть сил обороны штата)
- 10-й учебный батальон (от 113-го пехотного батальона)
- 11-й батальон (бывший батальон территориальной обороны)
- 12-й батальон — «Двенадцатые громовержцы» (англ. Thundering Twelfths)
- 13-й батальон (Биканерский верблюжий корпус[англ.])
- 14-й батальон
- 15-й батальон — «Сорвиголовы» (англ. The Dare Devils)
- 16-й батальон (Каргил), шола[англ.]
- 17-й батальон — «Соколы пустыни» (англ. Desert Hawks)
- 18-й батальон (Каргил), взвод Парам Вир Чакра
- 19-й батальон («Джалим Ханзар»)
- 20-й батальон — «Секира» (англ. Double Axe)
- 21-й батальон («Аввал Эккис»)
- 22-й батальон (Каргил), взвод Ашок Чакра — «Храбрейшие из храбрых» (англ. Bravest of the Brave)
- 23-й батальон
- 24-й батальон
- 25-й батальон — «Храбрецы из двадцать пятого» (англ. Parakrami Pacchees)
- 12-й национальный стрелковый батальон (англ. 12 Rashtriya Rifles)
- 29-й национальный стрелковый батальон (англ. 29 Rashtriya Rifles)
- 39-й национальный стрелковый батальон (англ. 39 Rashtriya Rifles)
- 55-й национальный стрелковый батальон (англ. 55 Rashtriya Rifles)

1-й батальон был преобразован во 2-й батальон Гвардейской бригады в 1950 году, а 7-й батальон был преобразован в 9-й батальон Механизированного полка. Также в состав Гренадерского полка входят 118-й (Бхусавал) и 123-й территориальный батальоны (Джайпур).
В 2015 году бойцы полка приняли участие в Параде Победы в Москве.

## Воинские почести

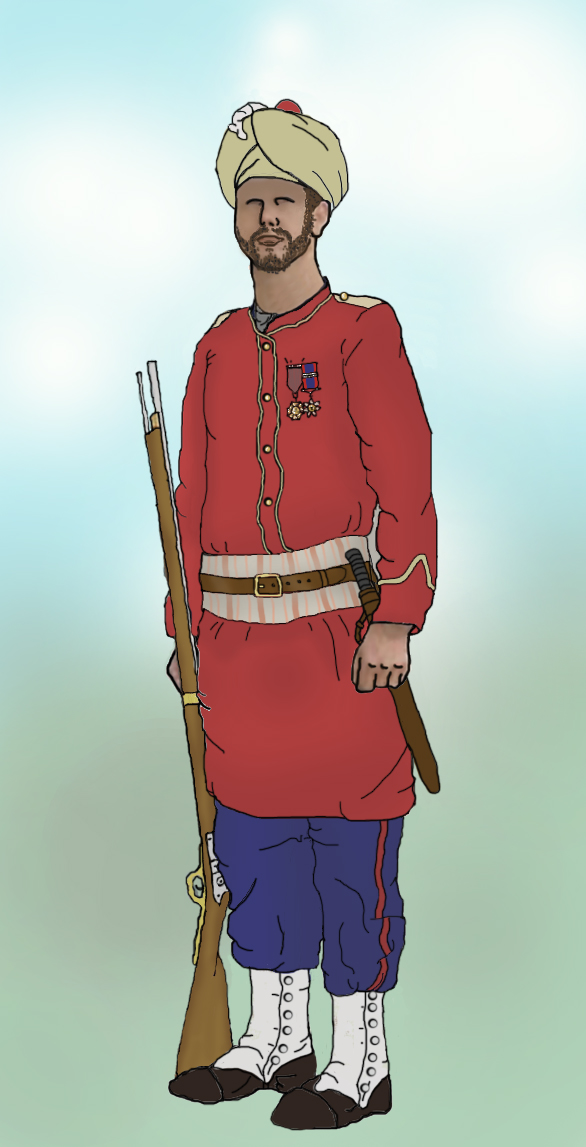
Бомбейский гренадер, 1910 год

По сложившимся традициям Британской империи, воинские почести присваиваются тем частям, которые проявили себя в различных боях, и представляют собой нанесение символического названия сражения на штандарт полка. Гренадерскому полку Индии в период Британской империи и независимой Индии были присвоены следующие почести:

### До Первой мировой войны
- Mangalore – 1784
- Mysore – 1786
- Srirangapatnam – 1799
- Egypt – 1802
- Koregaon – 1818
- Beni Boo Alli[англ.] – 1821
- Kirkee[англ.] – 1827
- Hyderabad[англ.] – 1831–43
- Meeane – 1843
- Punjab – 1848
- Central India – 1858
- Abyssinia – 1868
- Afghanistan – 1878–1880
- Kandahar 1880
- Afghanistan 1878–80
- Burma 1885–87
- Somaliland (Dharatol) – 1901–04

### Первая мировая война
- East Africa 1914–16
- Egypt – 1916–17
- Baghdad – 1917
- Kut-Al-Amara – 1917
- Gaza – 1917
- Battle of Sharqat[англ.] – 1918
- Megiddo
- Nablus – 1918
- Palestine 1917–18
- Mesopotamia – 1915–18
- Aden – 1914–19
- Afghanistan 1919
- Tigris – 1919

### Вторая мировая война
- Kohima – 1944
- Kalewa[англ.] – 1944
- Naga Village – 1944
- Fort Dufferin[англ.], Mandalay – 1945
- Pwabwe – 1945
- Capture of Meiktila[англ.] – 1945
- Defense of Meiktila[англ.] – 1945
- Pegu[англ.] – 1945
- Taungtha[англ.] – 1945

### После независимости
Воинские почести, присуждённые полку после провозглашения независимости Индии:
- Gurais – 1948
- Asal Uttar – 1965
- Jarpal – 1971
- Chakra – 1971
- Tololing & Tiger Hill (Kargil War)[англ.] – 1999

## Награждённые солдаты

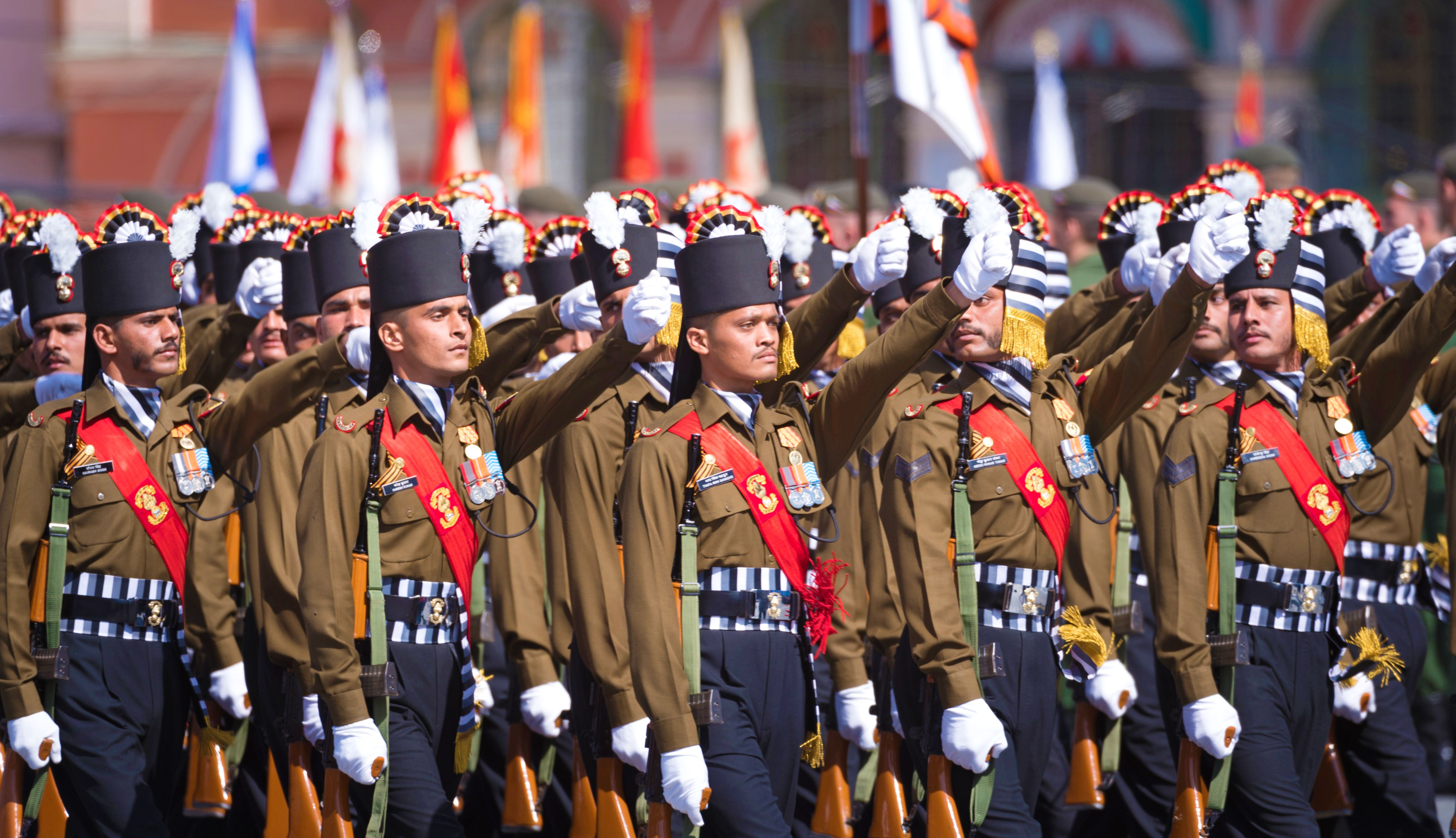
Расчёт Гренадерского полка на Параде Победы в Москве 9 мая 2015 года

В составе Гренадерского полка трое человек были награждены орденом Парам Вир Чакра — высшей военной наградой Индии. Помимо этого, среди личного состава были кавалеры Креста Виктории и Индийского ордена Заслуг.

### Крест Виктории
- капитан Джордж Мюррей Ролланд[англ.], 22 апреля 1903, Даратолех, Сомалиленд

### Индийский орден Заслуг
- субедар Рахим Хан (англ. Subedar Rahim Khan), апрель 1918, Палестина[7]
- Наик Шивлал Далал (англ. Naik Shivlal Dalal), 1933

### Парам Вир Чакра
- квартирмейстер роты хавилдар Абдул Хамид[англ.], 1965, 4-й батальон
- майор Хошиар Сингх[англ.], 1971, 3-й батальон
- гренадер Йогендра Сингх Ядав[англ.], 1999, 18-й батальон

### Маха Вир Чакра
- майор Раджеш Адхикари[англ.], 18-й батальон, Каргильская война (операция «Виджай»), 1999 — посмертно
- полковник Балван Сингх[англ.], 18-й батальон, Каргильская война (операция «Виджай»), 1999
- бригадир Рай Сингх Ядав[англ.], 2-й батальон, Чольский инцидент, 1967
- второй лейтенант Г.В.П. Рао (англ. G.V.P. Rao), 4-й батальон, Китайско-индийская пограничная война, 1962 — посмертно
- майор Дхарам Вир Сингх (англ. Dharam Vir Singh), 8-й батальон, Третья индо-пакистанская война, 1971
- генерал-лейтенант Вед Пракаш Айри[англ.], 3-й батальон, Третья индо-пакистанская война, 1971 (сражение у реки Басантар)

### Ашока Чакра
- майор Раджив Кумар Джун (англ. Rajiv Kumar Joon), 22-й батальон
- второй лейтенант Ракеш Сингх[англ.], 22-й батальон